# 胡拉门塔多
胡拉门塔多（Juramentado）是菲律宾歷史上摩洛人男性劍士、刺客的統稱，他們會試圖襲擊並殺死那些入侵本國國土的敵國警察和士兵，同時亦希望自己因此犧牲。這種吉哈德形式的殉教，往往被視為一種自殺攻擊。
不過，這種刺殺行動與狂亂殺人（一種對穆斯林或非穆斯林進行的無差別暴力行動）不同，胡拉门塔多都是專注而富有謀略的，有時亦是高技能的殺手，他們會通過綁定、剃鬚和祈禱的儀式來準備自己，以便完成僅使用鋒利武器的無恥的攻擊。他們亦相信这種刺殺行動即使失敗，也可在死後進入天堂。
在菲律賓的殖民史上，這些摩洛人部族始終不乏人擔任胡拉门塔多之職，成為抵抗的重要力量。他們頻繁出擊，迫使西班牙人直至整個殖民時代結束，也始終無法真正控制棉蘭老島和蘇祿群島地區。雖然無法與敵軍正面對抗，但這些戰士依然善用其機動性和情報優勢，持續襲擊敵人的弱點所在。
此類型的最後一次行動發生在第二次世界大戰期間與日軍的戰鬥之中。

### 延伸閱讀
- Amler, Dds Mel. . iUniverse. 2008  [10 March 2014]. ISBN 978-0-595-63260-2. （原始内容存档于2019-10-17）.
- Federspiel, Howard M.  illustrated. University of Hawaii Press. 2007  [10 March 2014]. ISBN 978-0-8248-3052-6. （原始内容存档于2019-10-17）.
- Gowing, Peter G. (编).  illustrated. New Day Publishers. 1988  [10 March 2014]. ISBN 978-9711003869. （原始内容存档于2020-07-26）.
- Roces, Alfredo R. . Volume 7 of Filipino Heritage: The Making of a Nation. Lahing Pilipino Pub.; [Manila]. 1978  [10 March 2014]. （原始内容存档于2020-07-26）.
- . Filipinas Pub. 2002  [10 March 2014]. （原始内容存档于2020-07-26）.
- . Contributor Koninklijk Instituut voor Taal, Land en Volkenkunde (Netherlands). M. Nijhoff. 1973  [2014-03-10]. （原始内容存档于2020-07-26）.

## 參看
- 馬哈里卡
- 提馬威
- Pintados（英语：Pintados）
- 菲律賓武術
- Bolo knife（英语：Bolo knife）
- 萬歲衝鋒
- Suicide by cop（英语：Suicide by cop）
- 狂戰士